# Puštík
Puštík je český rodový název středně velkých sov z čeledi puštíkovitých, kterým se označují zástupci těchto rodů:
- Strix (zahrnuje české zástupce puštík obecný a puštík bělavý)
- Pulsatrix

Žijí převážně v lese. Loví v noci a živí se zejména drobnými savci, mimo to i ptáky či plazy.